# Giacinto Santambrogio
Giacinto Santambrogio, nacido el 25 de abril de 1945 en Seregno y fallecido el 13 de junio de 2012 en la misma ciudad, fue un ciclista italiano. 
Fue profesional de 1969 a 1979 donde ganó dos etapas del Tour de Francia, en 1975 y 1977. Participó en diez Giro de Italia consecutivos ganando dos etapas en 1971 y 1977.

## Palmarés
| 1968 - 1 etapa de la Carrera de la Paz 1969 - Coppa Bernocchi 1971 - 1 etapa del Giro de Italia 1972 - Tres Valles Varesinos 1974 - Gran Premio Ciudad de Camaiore - G. P. Kanton Aargau - Circuito de Larciano | 1975 - 1 etapa del Tour de Francia - 1 etapa del Giro di Puglia 1977 - 1 etapa del Tour de Francia - 1 etapa del Giro de Italia |

## Resultados en las grandes vueltas
| Carrera         | 1969 | 1970 | 1971 | 1972 | 1973 | 1974 | 1975 | 1976 | 1977 | 1978 | 1979 |
| --------------- | ---- | ---- | ---- | ---- | ---- | ---- | ---- | ---- | ---- | ---- | ---- |
| Giro de Italia  | 60.º | 34.º | 57.º | 48.º | 61.º | 22.º | 15.º | 23.º | 28.º | 56.º | -    |
| Tour de Francia | 73.º | 49.º | -    | -    | -    | -    | 46.º | -    | 39.º | -    | -    |
| Vuelta a España | -    | -    | -    | -    | -    | -    | -    | -    | -    | -    | -    |
| Mundial en Ruta | -    | -    | -    | -    | -    | -    | -    | -    | -    | -    | -    |

-: no participa

Ab.: abandono